# Dreijährig-Freiwilliger
Dreijährig-Freiwillige waren Wehrpflichtige der preußisch-deutschen Armee und später Kaiserlichen Marine, die sich anstatt des regulären zweijährigen Wehrdiensts für drei Jahre freiwillig verpflichteten. Aufgrund der freiwilligen Verpflichtung hatten sie die freie Wahl der Waffengattung und Regiments und wurden nicht wie Wehrpflichtige zugewiesen. Wehrpflichtige, die sich hingegen erst im Verlauf ihrer Dienstzeit auf mindestens vier Jahre freiwillig verpflichteten, wurden Kapitulanten genannt.
Die Institution des Dreijährig-Freiwilligen wurde im „Gesetz über die Verpflichtung zum Kriegsdienst“ vom 9. September 1814 geschaffen. Dreijährig-Freiwillige mussten mindestens 17 Jahre alt sein und konnten bis zum 31. März ihres ersten Militärpflichtjahres auf Einstellung bei der von ihnen gewählten Regiments ersuchen, sofern sie eine Genehmigung ihres Vaters oder Vormundes und ein Führungszeugnis vorlegten. Die letzte Möglichkeit zur freiwilligen Meldung war bei der Musterung, eine Wahl des Truppenteils bestand dann aber nicht mehr.
Soweit die Freiwilligen aus der Landbevölkerung stammten, durften sie lediglich als Militärmusiker oder Zahlmeister-Applikanten eingestellt werden, konnten jedoch alternativ als Zweijährig-Freiwilliger auch nur zwei Jahre Dienst leisten. Bei der Kavallerie war nur eine Verpflichtung als Vierjährig-Freiwilliger möglich, da der aktive Wehrdienst durch Wehrpflichtige dort drei Jahre betrug.
Wehrpflichtige aus der „seemännischen Bevölkerung“ durften lediglich in den Matrosendivisionen in Kiel und Wilhelmshaven freiwillig eintreten. Bei den technischen Werftdivisionen der Kaiserlichen Marine war Voraussetzung des dreijährig-freiwilligen Dienstes zudem, dass die Freiwilligen die Voraussetzungen für den Dienst als Einjährig-Freiwilliger mitbrachten.
Als Dreijährig-Freiwilliger war eine Ausbildung und Beförderung zum Offizier möglich.